# نهر جقجق

نهر جقجق يشطر القامشلي إلى شطرين

جغجغ أو جقجق نهر في سوريا وهو نهر الهرماس (كما هو معروف تاريخياً) عند العرب والسريان واليونان، يدخل الأراضي السورية في مدينة القامشلي وينبع من منبعين اثنين في هضبة طور عابدين في تركيا ويسير داخل منطقة الجزيرة حيث يرفد نهر الخابور وسط مدينة الحسكة، ويبلغ طوله من منبعه حتى مصبه في نهر الخابور (124) كيلومتراً، منها مائة كيلومتر في الأراضي السورية حيث كانت تسقي مياهه أكثر من خمسين ألفاً من الدونمات، وقد عرف هذا النهر أي نهر جغجغ في العهد الروماني باسم ميكدونيوس، وأما العرب فكانوا يطلقون عليه اسم الهرماس. أما كلمة «جغجغ» فلا يُعْرف من أين أتت، وربما جاءت من كلمة (جاغ جاغ) التركية ومعناها الشبك. ونهر جقجق وهو أحد الأنهار في الجزيرة الفراتية.